# Номер седемнайсет
„Номер седемнайсет“ (на английски: Number Seventeen) е комедиен трилър от 1932 г., режисиран от Алфред Хичкок. Филмът е базиран на пиесата, породена от романа на Джоузеф Джеферсън Фарджон „Номер седемнадесет“ от 1925 г. и разказва за група престъпници, които открадват бижута и скриват плячката в стара къща над железопътната линия към Ламанша. Номерът на къщата дава и заглавието на филма.
В „Номер седемнайсет“ Хичкок сблъсква топосите на страшната къща и влака, модерни в страшните филми, и ги иронизира. Клиширани ситуации, представени по нов начин от Хичкок през погледа на комедийното.

## Сюжет
Внимание:  Текстът по-долу разкрива сюжета на произведението (или части от него)!
Детективът Бартън отива в изоставена къща с открехната врата. Вътре намира труп и бездомник на име Бен, твърдящ, че е невинен. Детективът го кара да прерови джобовете си. Но къщата крие и доказателство за престъпление (на крадците Брант, глухонямата Нора и Хенри Дойл) – скрита огърлица, за която те се връщат. Дали ще я намерят, или тя ще попадне в чужди ръце?
Една смела дама пада от покрива – мис Акройд (тя търси баща си), а трупът оживява – представилият се за Шелдрейк нейният баща, полицай, чуват се изстрели.
До развръзка се стига след устремно преследване между крадците и Бен във влака и догонването им с автобус от детектива. Бандитите се усъмняват и един в друг и подгонват скитника, щастливо намерил вино в един вагон. Влакът, станал неуправляем, в края на пътя си се сблъсква със спокойно чакащия го на кея ферибот. Така преследването е прекратено.
Огърлицата е в джоба на скитника и там остава почти до финала на филма, когато той съобщава, че е у него. А някъде в тази напрегната ситуация се ражда и любов от пръв поглед между детектив и крадец.

## Актьорски състав
- Леон М. Лайън – Бен
- Ан Грей – Нора, „глухонямото“ момиче
- Джон Стюарт – Бартън, детективът
- Доналд Калтроп – Брант, ескортът на Нора
- Бари Джоунс – Хенри Дойл
- Ан Касън – Роуз Акройд
- Хенри Кейн – г-н Акройд
- Гари Марш – Шелдрейк

## Отзиви
Филмът е част от английския период на Алфред Хичкок. Това е първият му опит за вървене по ръба на комедийното. Самият режисьор е доста скептичен към успеха на филма и в края на заснемането му сам се отрича от него, наричайки го „катастрофа“.
Филмът е смятан за комерсиален провал, защото в опита за комедиен трилър не е достигната нито една от двете насоки, а частта с преследването се е оказала нелогична.
В книгата Hitchcock/Truffaut от 1966 г. и критиците от Rotten Tomatoes споделят мнението, че филмът е забавен, но доста неразбираем.
По-късно филмовият критик Ханс-Кристоф Блуменберг пише, че това е един филм, който трябва да бъде защитаван от своя автор, един от най-добрите филми на Хичкок от английския му период. Опитът е за довеждане на всички клишета в криминалните филми до крайност и получаването на пародиен ефект.

## Филмов екип
- Режисьор: Алфред Хичкок
- Сценаристи: Джоузеф Джеферсън Фарджун, Алфред Хичкок, Алма Ревил, Родни Аклунд
- Продуценти: Леон М. Лайън, Джон Максуел
- Композитор: Адолф Хилис
- Оператори: Джак Е. Кокс, Браян Лангли
- Редактиране: Е. Хамънд
- Художник: С. Уилфрид Арнолд
- Звуков инженер: Е. Валентин
- Визуални ефекти: Бил Уорингтън